# Manifestul comunist
Manifestul Partidului Comunist (germană: Manifest der Kommunistischen Partei), denumit și Manifestul Comunist, este o scriere politică redactată de către Karl Marx și Friedrich Engels, și publicat pentru prima oară la Londra, în 21 februarie 1848. În manifest sunt descrise scopurile și programul Ligii Comuniste, prima organizație marxistă din lume. Textul reprezintă prima și cea mai sistematică încercare a lui Marx și Engels de a codifica pentru publicul larg ideea de bază a materialismului istoric conform căreia, așa cum se afirmă în introducerea textului, „istoria tuturor societăților existente până în prezent este istoria luptelor de clasă”; în aceasta, clasele sociale sunt definite de relația dintre oameni și mijloacele de producție. Publicat pe fundalul revoluțiilor din anul 1848 și al represiunilor ulterioare din întreaga Europa, Manifestul rămâne unul dintre cele mai influente scrieri politice din istoria lumii.
Marx și Engels combină materialismul cu dialectica hegeliană pentru a analiza dezvoltarea societății europene prin intermediul modurilor sale de producție, inclusiv comuna primitivă, antichitatea, feudalismul și capitalismul, observând apariția unei noi clase dominante în fiecare etapă. Textul subliniază relația dintre mijloacele de producție, relațiile de producție, forțele de producție și modul de producție și susține ideea că schimbările în baza economică a societății determină schimbări în suprastructura acesteia. Capitalismul este marcat de exploatarea proletariatului (clasa muncitoare a salariaților) de către burghezia conducătoare, care „nu poate să existe fără a revoluționa neîncetat uneltele de producție, deci relațiile de producție și prin urmare toate relațiile sociale”. Marx și Engels argumentează că nevoia capitalului de forță de muncă flexibilă dizolvă vechile relații și că expansiunea sa globală în căutarea de noi piețe creează „o lume după chipul și asemănarea ei”.
Manifestul concluzionează prin ideea că ideologia capitalistă nu oferă omenirii posibilitatea de a se autorealiza, asigurându-se în schimb faptul că oamenii sunt în permanență împiedicați și înstrăinați. Cu toate acestea, manifestul teoretizează că în cele din urmă capitalismul își va provoca propria distrugere prin polarizarea și unificarea proletariatului și prezice că o revoluție va duce la apariția comunismului, un sistem lipsit de clase sociale în care „dezvoltarea liberă a fiecăruia este condiția pentru dezvoltarea liberă a tuturora”.
În limba română „Manifestul Partidului Comunist” a apărut pentru prima oară la Iași în 1892, în traducerea lui Panait Mușoiu, din limba franceză, după textul cuprins în cartea lui Mermeix „La France socialiste”.

## Autorii

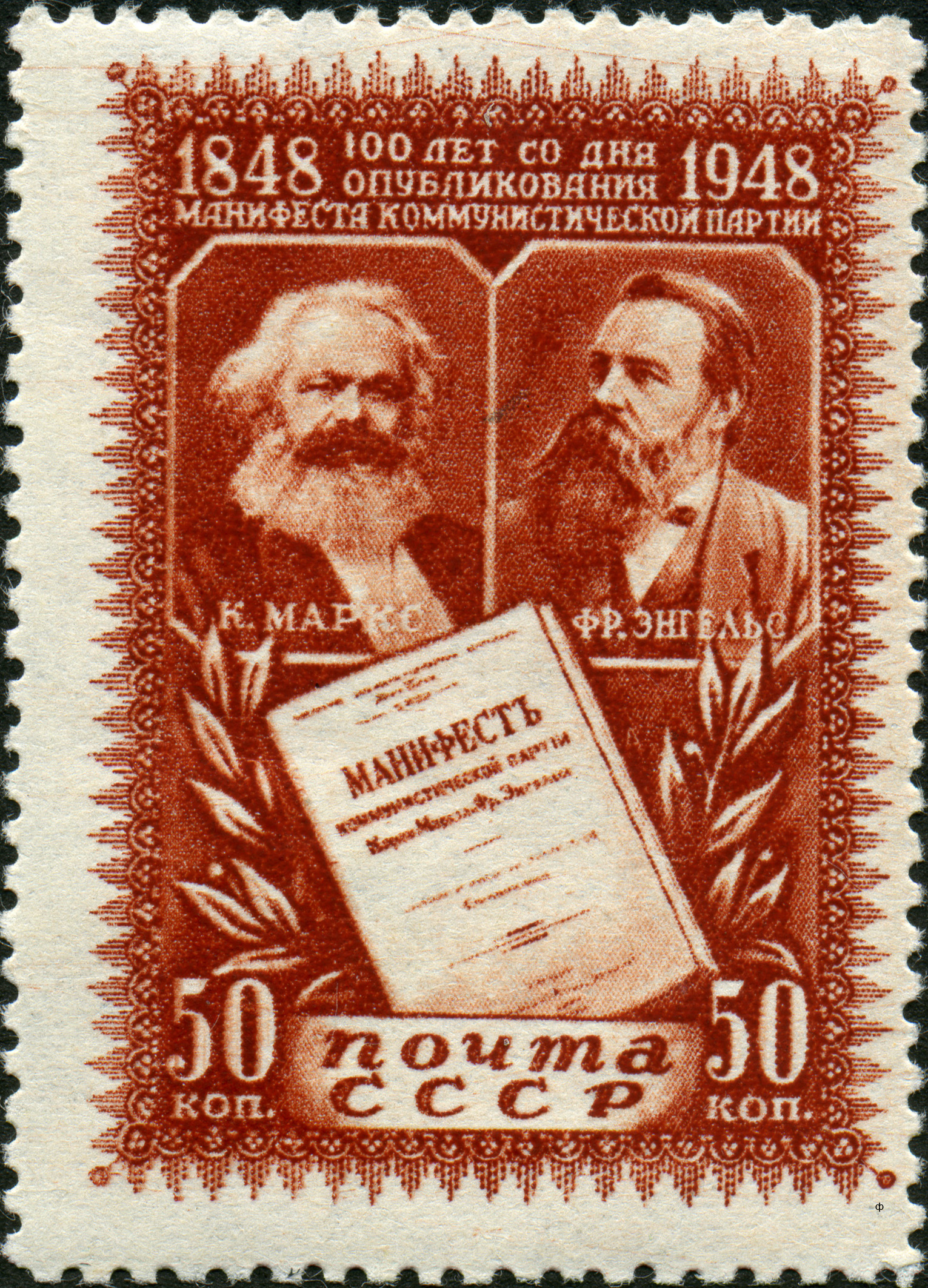

Deși apare ca autor, Friedrich Engels, în prefața ediției din 1883 în limba germană, declară că Manifestul este în cea mai mare parte opera lui Marx. Există dovezi că Engels a compus o schiță mai înainte.

## Conținut
Manifestul cuprinde o introducere, trei capitole principale și un capitol cu concluzii. Începe cu o propoziție rămasă celebră: „O nălucă umblă prin Europa - năluca comunismului” și se încheie cu expresia, nu mai puțin cunoscută, „Proletari din toate țările, uniți-vă!”
Principalele schimbări sociale pe care le prevede Manifestul Partidului Comunist sunt:
1. Exproprierea proprietății funciare și întrebuințarea rentei funciare pentru acoperirea cheltuielilor de stat.

2. Impozit cu puternic caracter progresiv.

3. Desființarea dreptului de moștenire.

4. Confiscarea proprietății tuturor emigranților și rebelilor.

5. Centralizarea creditului în mâinile statului cu ajutorul unei bănci naționale cu capital de stat și cu monopol exclusiv.

6. Centralizarea tuturor mijloacelor de transport în mâinile statului.

7. Sporirea numărului fabricilor de stat, a uneltelor de producție, desțelenirea și ameliorarea pământurilor după un plan general.

8. Egală obligativitate a muncii pentru toți, organizarea de armate industriale, îndeosebi pentru agricultură.

9. Îmbinarea muncii agricole cu cea industrială, măsuri având ca scop înlăturarea treptată a opoziției dintre sat și oraș.

10. Învățămînt public gratuit pentru toți copiii. Interzicerea muncii în fabrici a copiilor, sub actuală ei formă. Îmbinarea educației cu producția materială etc., etc.